# Нижня Білка
Ни́жня Бі́лка — село в Україні, у Львівському районі Львівської області. Населення становить 503 особи. Орган місцевого самоврядування — Підберізцівська сільська рада. Колишня назва — Білка Королівська (пол. Biłka Królewska).

## Населення
За даними всеукраїнського перепису населення 2001 року, у селі мешкало 503 особи. Мовний склад села був таким:
| Мова       | Число ос. | Відсоток |
| ---------- | --------- | -------- |
| українська | 498       | 99,01    |
| російська  | 5         | 0,99     |

## Історія
Перша письмова згадка датується 21 листопада 1405 року, коли Ян з Петрича, син Яна Мазовіта з Мілочич заставив своє село Біле за 13 кіп руських грошей Янові з Білки.
Назва походить від назви кольору — білий. У податковому реєстрі 1515 року в селі Білка документується млин, шинок і 3 лани (близько 75 га) оброблюваної землі.